# Tethocyathus endesa
Tethocyathus endesa är en korallart som beskrevs av Cairns, Haeussermann och Foersterra 2005. Tethocyathus endesa ingår i släktet Tethocyathus och familjen Caryophylliidae. Inga underarter finns listade i Catalogue of Life.